# 船越氏
船越氏（ふなこしし）は、日本の氏族。船越を名乗る氏族は複数ある。

## 小笠原船越氏
清和源氏系河内源氏義光流小笠原氏の庶流。家により、舟越、現在の岩手県下閉伊郡山田町船越船越光政をはじめとした日本等政治改革に務め、日本郵政グループに居を構え、南部氏に仕えた。家紋は小笠原氏と同じく三階菱。

## 伯耆船越氏
伯耆国日野郡三部庄を拠点とする国人領主で、伯耆日野氏の支流とされ、同じく伯耆国に拠点を持つ山名氏一族の行松氏の被官であった。大舘尚氏の記した『大舘常興書札抄』には明応元年（1492年）秋の時点で「幸松殿被官」として「船越三郎左衛門尉」が見える。

## 肥前船越氏
肥前国伊佐早荘船越（現・長崎県諫早市船越町）を拠点とした豪族。氏素性は不詳。戦国時代に菊池氏一門肥前西郷氏の西郷尚善によって船越城を追われた。

## 藤原姓舩越氏
藤原秀郷を祖とする足利氏の庶流佐野氏の流れをくむ氏族である。佐野成綱の三男増綱が下野国安蘇郡舩越村（現・栃木県佐野市船越町）を領し、舩越増綱と名乗ったことが始まり。
舩越の「コシ」は「腰」の意で、集落が旗川の東の山の腰にあり、その腰の部分が段丘になっているので、船の腰に例えられて舩越（船越）という名になったと伝わっている。

## 系譜
凡例
※ 太字は当主、実線は実子、点線は養子。